# 2017-es katalóniai függetlenségi népszavazás
2017. október elsejére a Spanyolország részét képező autonóm Katalónia kormánya népszavazást írt ki a tartomány függetlenségéről. A referendum megtartását a spanyol kormány és az Alkotmánybíróság illegálisnak tekinti és fellépett megtartása ellen. Mind Katalóniában, mind egész Spanyolországban Katalónia függetlenné válásának kérdése megosztja a közvéleményt.
A népszavazás belpolitikai válságot okozott Spanyolországban, következményei bizonytalanok.

## Előzményei
Az elmúlt évtizedekben megerősödött a katalánok körében a Spanyolországtól való teljes elszakadás gondolata. 2014-ben a katalán kormány véleménynyilvánító népszavazást tartott az „önrendelkezés” kérdésében, ahol a megjelentek 80%-a egy független katalán állam létrehozását támogatta. A részvételi arány ugyanakkor csupán 37-41% volt. A szavazás nem volt ügydöntő, ugyanakkor komoly üzenetet fogalmazott meg a spanyol állam számára.
A 2015-ös regionális katalán választásokon a függetlenséget támogató pártok szerezték meg a katalán parlamentben a többséget, és ígéretet tettek egy újabb, már kötelező érvényű, az igenek esetén függetlenséget eredményező népszavazás megtartására.
2016-ban a katalán elnök, Carles Puigdemont bejelentette, hogy a spanyol állam hozzájárulásával vagy annak hiányában is függetlenségi népszavazást fognak tartani, melynek időpontjául később 2017. október elsejét jelölték ki.
A spanyol állam azonban minden függetlenségre irányuló népszavazási törekvést alkotmányellenesnek tart. A spanyol alkotmány ugyanis kimondja a spanyol nemzet felbonthatatlan egységét, és a spanyolok közös hazájának oszthatatlanságát.

## Lefolyása
A szavazás megtartását a spanyol állam rendőri fellépéssel kísérelte meg megakadályozni. Szavazóhelyiségeket zártak le, urnákat vittek el. Sok esetben erőszakot is alkalmaztak a szavazni kívánókkal szemben. A katalán egészségügyi minisztérium szerint 761 ember sérült meg az utcai összecsapásokban, köztük 13 rendőr. A spanyol kormány az alkotmányosság védelmével magyarázta és indokoltnak tekintette a rendőri fellépést. Barcelona polgármestere a rendőri erőszak miatt lemondásra szólította fel a spanyol miniszterelnököt. A katalán kormány a spanyol állami fellépést a Franco-diktatúrához hasonlította.
Nemzetközi és uniós szinten kevesen reagáltak a fejleményekre. A belga miniszterelnök elítélte a szavazást kísérő erőszakot. Az Európai Unió azonban hivatalosan nem kommentálta az eseményeket.

## Eredmények
A hivatalos közleményben a szavazatok 95%-ának összeszámlálása utáni állapotot tették közzé.
Ezek alapján az 5,3 millió szavazásra jogosult polgárból 2,3 millió vett részt a népszavazáson (43%), és további 770 ezerre becsülik a rendkívüli körülmények miatt távolmaradók számát. A leadott szavazatok közül hatvanhatezer volt érvénytelen (2,9%).
Az igenek nyertek, az elsöprő többség, több mint kétmillió ember a függetlenségre szavazott (92%).
|                                  |                                  |           | jogosultak arányában | szavazók arányában | érvényes szavazatok arányában |
| -------------------------------- | -------------------------------- | --------- | -------------------- | ------------------ | ----------------------------- |
| Választójogosult                 | Választójogosult                 | 5 313 564 |                      |                    |                               |
| Szavazó                          | Szavazó                          | 2 262 424 | 42,58%               |                    |                               |
| érvényes szavazólap              | érvényes szavazólap              | 2 196 709 | 41,34%               | 97,10%             |                               |
| érvénytelen / hiányzó szavazólap | érvénytelen / hiányzó szavazólap | 65 715    | 1,24%                | 2,90%              |                               |
| Távolmaradó                      | Távolmaradó                      | 3 051 140 | 57,42%               |                    |                               |
|                                  |                                  |           |                      |                    |                               |
| ✓                                | Igen szavazat                    | 2 020 144 | 38,02%               | 89,29%             | 91,96%                        |
| ✗                                | Nem szavazat                     | 176 565   | 3,32%                | 7,80%              | 8,04%                         |
|                                  |                                  |           |                      |                    |                               |
| Földolgozottság: 95%             |                                  |           |                      |                    |                               |

## Következmények
A népszavazás előtti hetekben a katalán parlament törvényt alkotott, mely szerint ha a népszavazáson az igenek győznek, a katalán függetlenséget 48 órán belül ki kell kiáltani. A központi kormány ugyanakkor világossá tette, hogy nem tűri el a függetlenség kikiáltását, és letartóztatásokat, valamint Katalónia autonómiájának felfüggesztését helyezte kilátásba arra az esetre, ha a katalán törvényhozás vagy a Generalitat elnöke mégis deklarálná a régió függetlenségét. Végül október 10-én Puigdemont beszédet mondott a parlamentben, amelynek során kimondta: a régió kivívta a függetlenséghez való jogot, és Katalónia független köztársasággá válik. A tapsvihar elcsitultával azonban a függetlenségi nyilatkozat felfüggesztését javasolta, hogy a helyzetre megegyezéses megoldást lehessen találni.
Válaszul Mariano Rajoy miniszterelnök (a központi kormány vezetője) felhívta Carles Puidgemontot, tisztázza, hogy Katalónia deklarálta-e a függetlenségét. Rajoy szerint Puidgemont nemleges válaszával „helyreállíthatná a törvényességet”. Ugyanakkor a spanyol kormányfő kijelentette, ha a katalán Generalitat megerősíti  a függetlenségi nyilatkozatot, akkor a központi kormány – az alkotmányos monarchia 1978-as bevezetése óta először – élni fog az alkotmány 155. cikkelyében foglalt jogkörével. Az alkotmány 155. cikkelye kimondja: ha valamelyik autonóm közösség nem tesz eleget az alkotmány illetve a törvények által elrendelt kötelességeinek, vagy cselekedeteivel súlyos kárt okoz a spanyol közérdeknek, akkor a kormány a szenátus felhatalmazásának birtokában minden szükséges intézkedést megtehet, hogy kikényszerítse az alkotmányos-törvényi kötelezettségek teljesítését illetve a közérdek védelmét.
A következő hetekben a katalán és a spanyol kormány álláspontja nem közeledett egymáshoz. A katalán kormányra egyre nagyobb nyomás nehezedett, a függetlenség kikiáltása mellett felmerült az előrehozott választások megtartása Katalóniában is. Végül október 27-én a katalán parlament 72 igen, 10 nem, 2 tartózkodás mellett kikiáltotta Katalónia függetlenségét. A döntést Spanyolország nem ismerte el és felfüggesztette a tartomány autonómiáját.